# Kaschubische Sprache
Das Kaschubische (älter auch das Kassubische, kaschubisch kaszëbsczi jãzëk) ist eine westslawische Sprache, die in der Gegend westlich und südlich von Danzig nach Schätzungen von etwa 300.000 Kaschuben verstanden und von annähernd 108.000 Menschen aktiv als Umgangssprache gesprochen wird. Kaschubisch hat  gemäß der Europäischen Charta der Regional- oder Minderheitensprachen seit 2005 in der Kaschubei den Status einer Regionalsprache. Das Kaschubische ist eine gefährdete Sprache.

## Klassifikation
Am nächsten verwandt ist das Kaschubische mit dem ausgestorbenen Slowinzischen; Kaschubisch und Slowinzisch bilden mit den ebenfalls ausgestorbenen Sprachen Pomoranisch (Ostseeslawisch) und Polabisch (Elbslawisch, Drewanisch) die Gruppe der elb-ostsee-slawischen Sprachen, die zusammen mit dem Polnischen die lechische Untergruppe des Westslawischen bilden:
Slawisch
- Westslawisch
  - Lechisch
    - Elb-Ostsee-Slawisch
      - Kaschubisch-Slowinzisch
        - Kaschubisch
        - Slowinzisch †

      - Pomoranisch (Ostseeslawisch) †
      - Polabisch (Elbslawisch) †

    - Polnisch

  - Sorbisch
  - Tschechisch
  - Slowakisch
- Ostslawisch
- Südslawisch

## Vergleich mit dem Polnischen
Mit dem Polnischen hat Kaschubisch einen Großteil des Erbwortschatzes gemeinsam, später ist es in Grammatik, Wortbildung und Wortschatz stark vom Polnischen beeinflusst worden. Die wichtigsten Unterschiede zum Polnischen sind Substratelemente aus dem Altpreußischen
(einer ausgestorbenen baltischen Sprache), ein größerer Anteil an niederdeutschen und hochdeutschen Lehnwörtern (ca. 5 %), Vokalausfälle in unbetonten Silben sowie andere Betonungsregeln: Im Süden betont das Kaschubische auf der ersten Silbe, im Norden ist die Betonung beweglich. Ebenso kennzeichnend für das Kaschubische ist, dass es die Liquidametathese teilweise (in der Gruppe urslaw. *or, entsprechend baltoslaw. *ar) nicht durchgemacht hat: So steht dem russischen gorod, dem polnischen gród und dem serbischen grad das kaschubische Wort gard für befestigte Siedlung bzw. Stadt gegenüber, die dem rekonstruierten urslawischen Vorläufer *gordъ (alternative Notation: *gordŭ, nach Holzer *gardu) entspricht.

## Sprachgeschichte

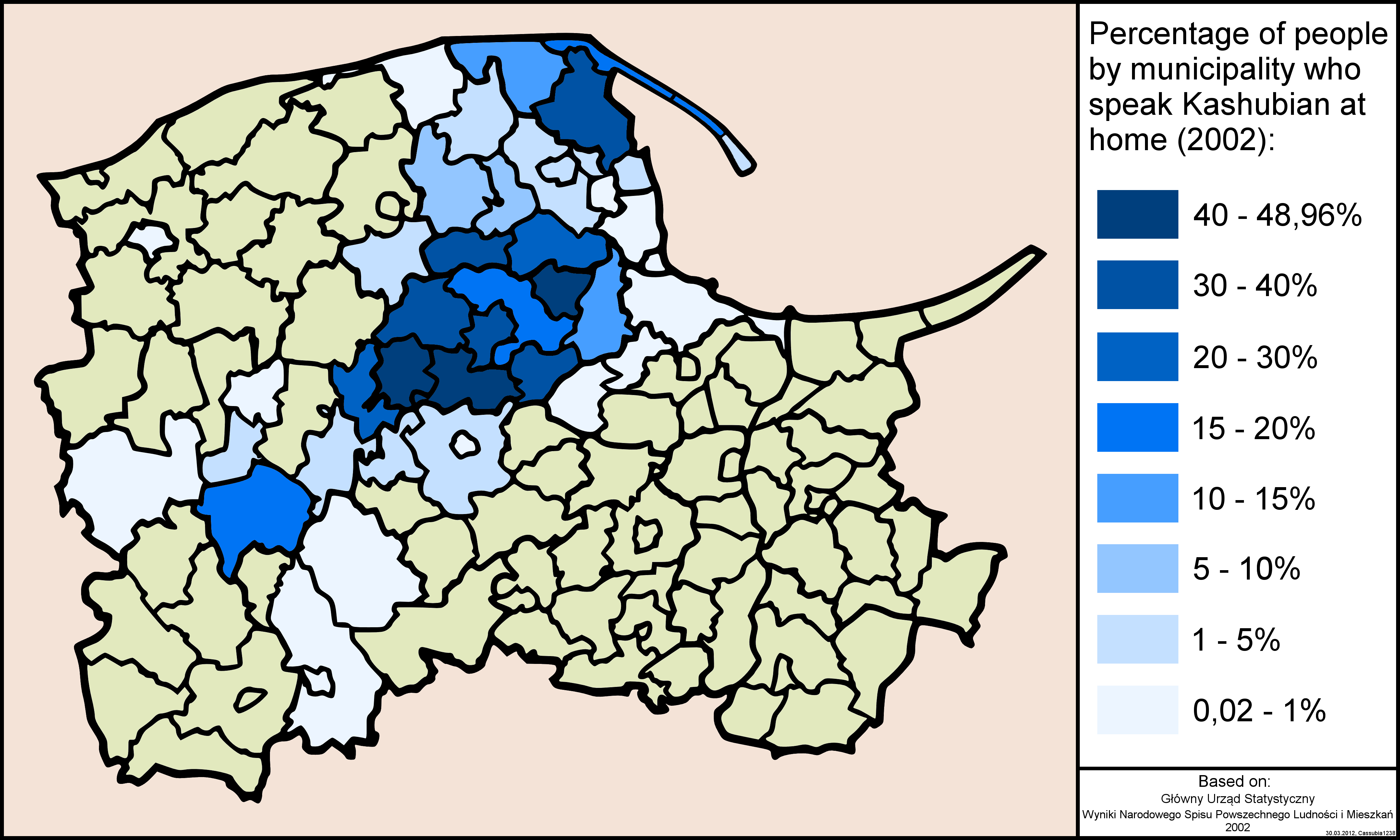
Prozentuale Verteilung der Bevölkerung, die Kaschubisch als Haussprache hat (2002)

Seit dem 15. Jahrhundert wurde in Pommerellen eine regionale polnische Sprachform mit einzelnen kaschubischen Wörtern geschrieben – in Lateinschrift und nach dem Vorbild der polnischen Orthographie. 
Der erste Schriftsteller, der echtes Kaschubisch schrieb, war auch der wichtigste kaschubische Schriftsteller im 19. Jahrhundert, Florian Ceynowa, der die bis dahin für die geschriebene Sprache typische polnische Überformung stark reduziert hat. Allerdings konnte sich nie eine einheitliche Schriftsprache herausbilden, die Schriftsteller schreiben bis heute in ihren jeweiligen Dialekten. Nach dem Ersten Weltkrieg fiel der größte Teil des Siedlungsgebiets der Kaschuben an den neu entstandenen polnischen Staat, westliche Teile fielen an das Deutsche Reich und ein östlicher Streifen an die Freie Stadt Danzig.
Aus polnischer Sicht wurde Kaschubisch lange Zeit als ein Dialekt des Polnischen angesehen. Als Argumente dafür wurden einerseits die sprachliche Nähe angeführt, vor allem aber die Tatsache, dass sich die Kaschuben historisch immer zu den Slawen gezählt haben, insbesondere in den nationalen Auseinandersetzungen des späten 19. und frühen 20. Jahrhunderts. Schließlich spielt auch eine Rolle, dass Kaschubisch im Verhältnis zum Polnischen bis heute mehr oder weniger wie ein Dialekt funktioniert und dass es sich weitgehend auf die mündliche Kommunikation, bzw. einige wenige Textsorten beschränkt. Die Sprache des öffentlichen Lebens ist auch in den kaschubischen Gebieten nahezu ausschließlich das Polnische.

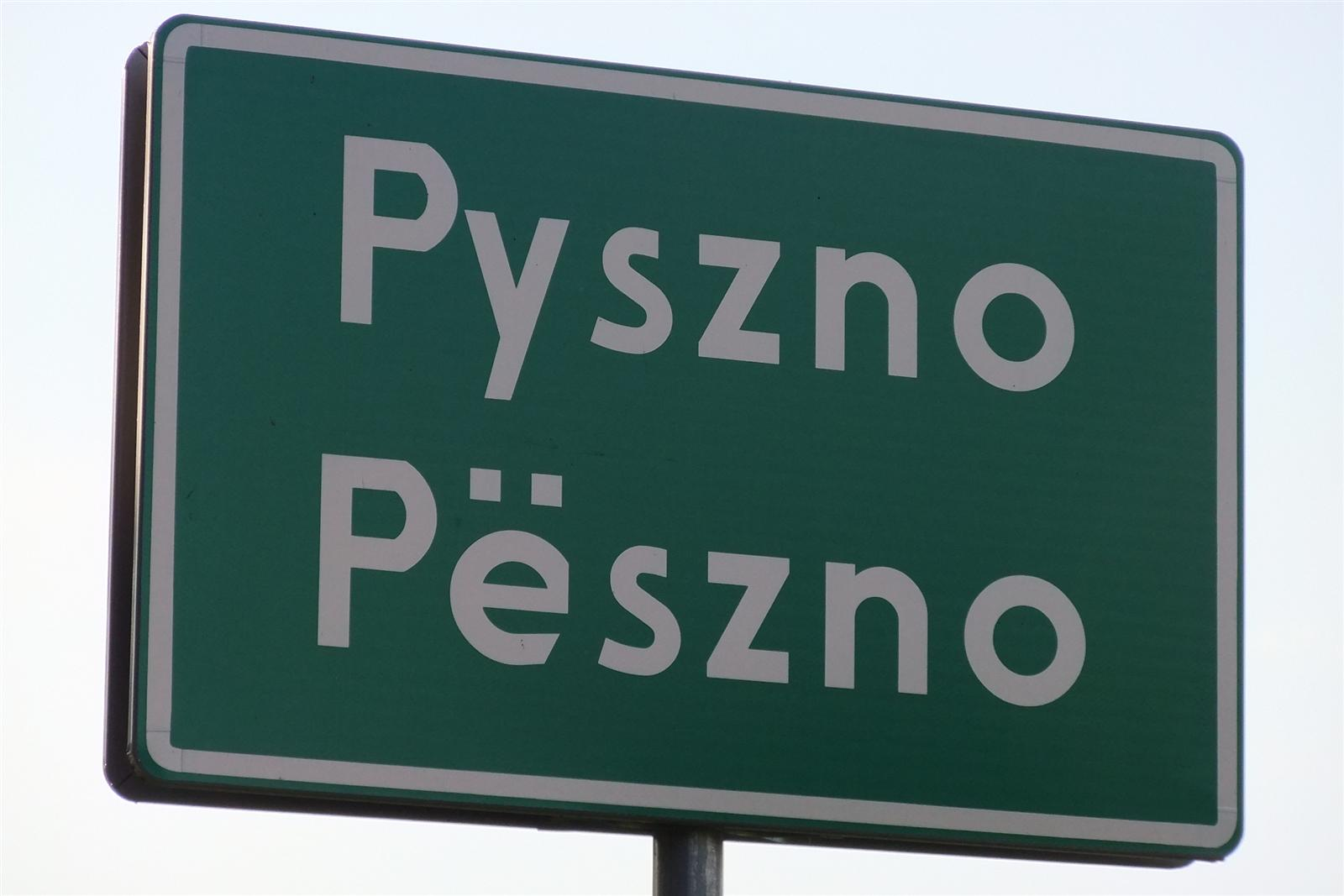
Zweisprachiges Ortsschild Polnisch / Kaschubisch

Heute werden die Bestrebungen einer Gruppe von kaschubischen Intellektuellen, das Kaschubische zu einer eigenen Standardsprache auszubauen, nicht mehr behindert, sondern vom polnischen Staat geduldet und bis zu einem gewissen Grade auch gefördert. Kaschubisch wird an einigen wenigen Schulen unterrichtet, es gibt Radio- und Fernsehsendungen auf Kaschubisch. Seit dem Jahr 2005 kann an einigen polnischen Schulen das Abitur in kaschubischer Sprache abgelegt werden. In vielen Dorfkirchen lesen die Priester die Messen bisweilen in der kaschubischen Sprache. Für die weitere Entwicklung wird entscheidend sein, ob sich die gemeinsame Orthografie, auf die man sich Anfang der 1990er Jahre geeinigt hat, wirklich durchsetzt.
Kaschubisch wurde in den folgenden fünf Gemeinden als Amtssprache eingeführt:
- Linia (Lëniô)
- Luzino (Lëzëno)
- Parchowo (Parchòwò)
- Sierakowice (Serakòjce)
- Żukowo (Żukòwò)[7]

Günter Grass beschreibt im Roman Die Blechtrommel, wie die Mutter und der Onkel des Protagonisten Oskar das Kaschubische quasi als eine Geheimsprache verwenden.
Seit dem Frühjahr 2004 gibt es auch eine kaschubische Wikipedia, im selben Jahr ging mit Radio Kaszëbë der erste Radiosender mit Programmen in kaschubischer Sprache an den Start.

## Alphabet

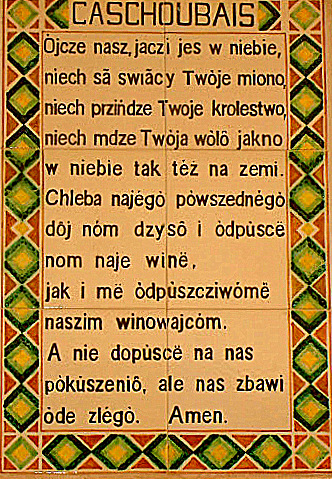
Vaterunser auf Kaschubisch in der Paternosterkirche auf dem Ölberg in Jerusalem

| A a | Ą ą | Ã ã | B b | C c | D d | E e |
| É é | Ë ë | F f | G g | H h | I i | J j |
| K k | L l | Ł ł | M m | N n | Ń ń | O o |
| Ò ò | Ó ó | Ô ô | P p | R r | S s | T t |
| U u | Ù ù | W w | Y y | Z z | Ż ż |     |

### Geschichte

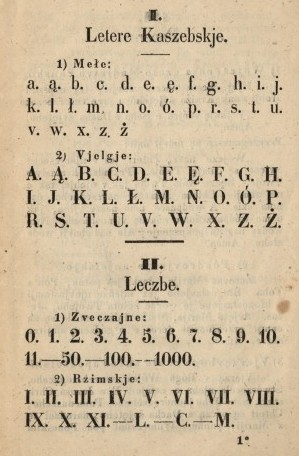
Alphabet im Jahre 1850

Der erste Versuch die kaschubische Sprache zu kodifizieren gehört zu Florian Ceynowa. Im Jahr 1850 stellte er in seinem Werk mit dem Titel Xążeczka dlo Kaszebov ein Alphabet vor, das gleich dem Polnischen war, außer dass es Buchstaben V, X enthielt und keine Konsonanten mit Akut-Zeichen, was im Polnischen Palatalisierung aufweist. Im Jahr 1866 erweiterte er sein Alphabet um 12 weiteren Buchstaben, indem er auch Hatschek verwendete.
Im Jahr 1919 Friedrich Lorentz schlug sein modifiziertes kaschubisches Alphabet vor, das aus folgenden Buchstaben bestand:
| A a | Ą ą | B b | C c | Č č | D d | E e |
| É é | Ë ë | F f | G g | H h | I i | J j |
| K k | L l | Ł ł | M m | N n | Ń ń | O o |
| Ó ó | Ô ô | Œ œ | Ǫ ǫ | P p | R r | Ř ř |
| S s | Š š | T t | U u | V v | W w | Z z |
| Ž ž |     |     |     |     |     |     |

Hatschek-Buchstaben durften auch durch entsprechende Polnische Grapheme (Cz, Rz, Sz und Ż) ersetzt werden.
Die aktuelle Norm der kaschubischen Rechtschreibung erschien 1996.

## Aussprache
- Ą – nasales ó
- Ã – nasales a
- C – wie deutsches z
- CZ – wie tsch
- É – zwischen ä und i
- Ë – wie kurzes ä, heutzutage wird es ähnlich wie ä ausgesprochen, aber auch wie ein Laut zwischen ä und a
- Ł – wie das englische w in „water“
- Ń – wie gn in „Champagner“
- Ò – wie łä
- Ó – wie oh in „drohen“, aber kürzer
- Ô – je nach lokaler Tradition: y, o, ó
- RZ – eventuell „zurückgebogenes“ oder mit gerolltem r verbundes (wie in „Dvořák“) stimmhaftes sch
- SZ – wie sch
- Ù – wie łu
- Y – wie das ie in „ziehen“, aber kürzer
- Z – wie das stimmhaft gesprochene s in „Sonne“
- Ż – stimmhaftes sch wie j in französisch gesprochenem „Journal“